# 紀元前325年
紀元前325年（きげんぜん325ねん）は、ローマ暦の年である。
当時は、「カミッルスとスカエウァが共和政ローマ執政官に就任した年」として知られていた（もしくは、それほど使われてはいないが、ローマ建国紀元429年）。紀年法として西暦（キリスト紀元）がヨーロッパで広く普及した中世時代初期以降、この年は紀元前325年と表記されるのが一般的となった。

## 他の紀年法
- 干支 : 丙申
- 日本
  - 皇紀336年
  - 孝安天皇68年
- 中国
  - 周 - 顕王44年
  - 秦 - 恵文君13年
  - 楚 - 懐王4年
  - 斉 - 威王32年
  - 燕 - 易王8年
  - 趙 - 武霊王元年
  - 魏 - 恵王後元10年
  - 韓 - 宣恵王8年
- 朝鮮
  - 檀紀2009年
- ベトナム :
- 仏滅紀元 : 220年
- ユダヤ暦 :

## できごと

### 場所

#### マケドニア帝国
- アレクサンドロス大王はインドを離れ、家臣のペイトン (アゲノルの子)をインダス川周辺地域のサトラップに任命する。
- アレクサンドロス大王は、大王の軍がゲドロシア（英語版）(現：バローチスターン州)を通って行軍を始める間に、提督のネアルコスに西インドのヒュダスペス川（現：ジェルム川）からペルシア湾へ航海し、バビロンまでユーフラテス川を遡るように命じる。
- アレクサンドロス軍は、ペルシアへ帰還する間、マリ（現在のムルターン）の部族と衝突する。この連続する戦いは、軍を激しく消耗させた。アレクサンドロスは、軍の多くをクラテロス将軍とともにカルマニア（英語版）（現在のイラン南部ケルマーン州）に送り、自身は残りの軍を率いてゲドロシア砂漠（現在のイラン南部と南パキスタンのマクラーン（英語版））を通る南ルートでペルシアへ戻る。
- この年の終わりに、アレクサンドロス軍はペルセポリスに到達し、ほぼ同時期にネアルコス率いる海軍がスーサに到達する。
- サトウキビについての最初の言及が、アレクサンドロス大王の提督であるネアルコスの著作に現れる。彼は、インドのアシは「ハチがいないにもかかわらず、蜂蜜を作る」と書き記した。

#### シチリア
- シュラクサイの富裕で野心的な市民であるシュラクサイのアガトクレスは、都市の寡頭政党の転覆を謀ったことで追放される。

#### 中国
- 名目上の主君である周への忠誠に逆らい、秦の君主恵文君が王を称して、恵文王となる。他の戦国時代の君主の間にも同じ動向を引き起こす。
- 衛の平侯が死に、子の嗣君が即位する。

#### アメリカ大陸
- オルメカの島都市ラ・ベンタがこの時完全に放棄されたと思われる。

### トピック

#### 芸術
- 古代ギリシアの彫刻の4世紀（古典期後期）が終わり、ヘレニズム期に入る（おおよその年代）。

#### 哲学
- アリストテレスが、徳と倫理の性質について『ニコマコス倫理学』を書く（おおよその年代）。

## 誕生
- エウクレイデス:アレキサンドリア在住のギリシアの 数学者（紀元前275年死）
- 昭襄王 (秦):秦の国王（紀元前251年死）

## 死去
- ムシカノス - インドの豪族。